# Montrollet
Montrollet é uma comuna francesa na região administrativa da Nova Aquitânia, no departamento de Charente. Estende-se por uma área de 22,22 km². Em 2010 a comuna tinha 318 habitantes (densidade: 14,3 hab./km²).